# Ptychognathus demani
Ptychognathus demani is een krabbensoort uit de familie van de Varunidae. De wetenschappelijke naam van de soort is voor het eerst geldig gepubliceerd in 1917 door Roux.